# Bélgica en los Juegos Olímpicos de Garmisch-Partenkirchen 1936
Bélgica estuvo representada en los Juegos Olímpicos de Garmisch-Partenkirchen 1936 por un total de 27 deportistas que compitieron en 5 deportes.  
El portador de la bandera en la ceremonia de apertura fue el deportista de bobsleigh Eric de Spoelberch. El equipo olímpico belga no obtuvo ninguna medalla en estos Juegos.